# Fülöpszállás
Fülöpszállás es un pueblo ubicado en el distrito de Kiskőrös, en el condado de Bács-Kiskun, Hungría.

## Superficie
Posee una superficie de 91,32 kilómetros cuadrados.

## Demografía
Hasta 2019 la población era de 2047 habitantes, con una densidad de población de 22,42 habitantes por kilómetro cuadrado.